# Ostrowo (rejon łuniniecki)
Ostrowo (biał. Вострава, Wostrawa; ros. Острово, Ostrowo) – wieś na Białorusi, w obwodzie brzeskim, w rejonie łuninieckim, w sielsowiecie Sinkiewicze, nad Łanią.
W dwudziestoleciu międzywojennym miejscowość leżała w granicach Polski, w województwie poleskim, w powiecie łuninieckim, w gminie Łachwa. Po II wojnie światowej w granicach Związku Radzieckiego. Od 1991 w niepodległej Białorusi.